# Südeichsfeld
Südeichsfeld est une commune rurale de Thuringe dans l'arrondissement d'Unstrut-Hainich, en Allemagne.

## Quartiers
- Diedorf
- Faulungen
- Heyerode
- Hildebrandshausen
- Katharinenberg
- Lengenfeld unterm Stein
- Schierschwende
- Wendehausen